# 旺吉駅
旺吉駅（ワンギルえき）は、大韓民国仁川広域市西区旺吉洞にある仁川交通公社（仁川都市鉄道）2号線の駅である。駅番号はI202。

## 駅構造
地上3階建ての高架駅である。改札口は地上2階に、乗り場は地上3階にある。出口は2ヶ所ある。ホームは相対式ホーム2面2線である。

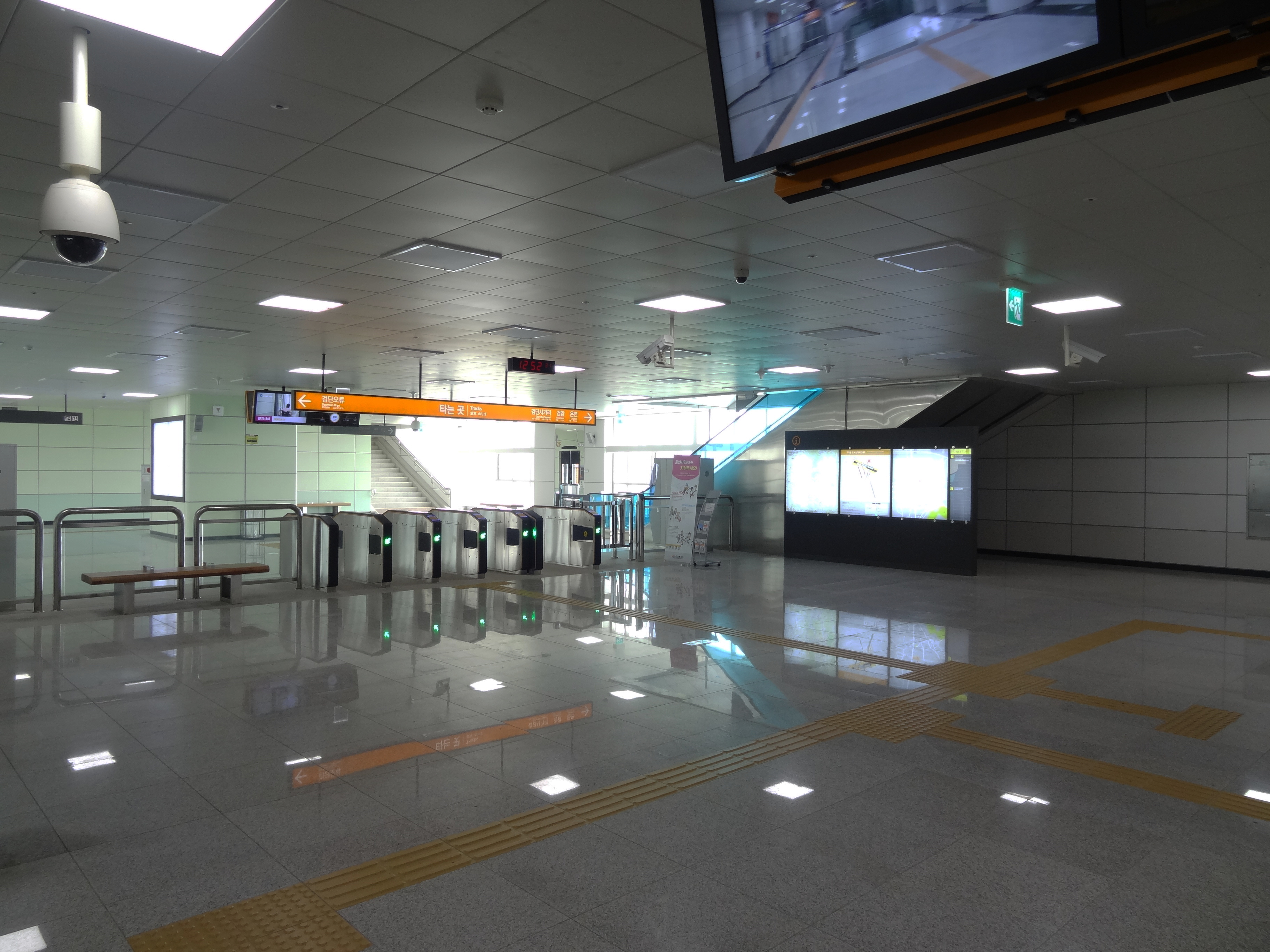
改札

### のりば
| 上 | ●2号線 | 黔丹梧柳方面                     |
| 下 | ●2号線 | 黔丹サゴリ・黔岩・石南・朱安方面 |

## 歴史
- 2015年10月5日：旺吉駅に駅名確定[1]。
- 2016年7月30日：2号線開通と同時に営業開始[2]。

## 駅周辺
- 黔丹5洞住民センター
- 仁川丹峰初等学校

## 隣の駅
仁川交通公社（仁川都市鉄道）
●2号線
黔丹梧柳駅 (I201) - 旺吉駅 (I202) - 黔丹サゴリ駅 (I203)